# 珀莱雅
珀莱雅（英語：Proya Cosmetics Co., Ltd.，上交所：603605）全称是珀莱雅化妆品股份有限公司，是一家中国化妆品公司。除化妆品外，珀莱雅集团还拥有若干餐饮相关企业。其中法餐餐厅Ambré Ciel 珀上榜2024年杭州米其林榜单一星餐厅，台州菜餐厅铁定鲜获得2024年必比登上班餐厅。方玉友另外在乐清县大荆镇投资的旅游项目铁定溜溜。

## 历史
2006年由侯军呈和其小舅子方玉友成立，2012年进行股份制改革，2017年11月15日在上海证券交易所挂牌上市，成为A股美妆第一股。2019年收购了专业化妆师品牌彩棠。2021年收购洗护品牌Off & Relax。

## 旗下品牌
- 珀莱雅
- 彩棠
- Off & Relax
- 优资莱
- 韩雅
- 悠雅
- 猫语玫瑰
- 悦芙媞